# SeaFrance
SeaFrance était une compagnie maritime française, filiale à 100 % de la SNCF, qui a assuré des liaisons transmanche entre Calais (France) et Douvres (Royaume-Uni) de 1996 à 2012. Société anonyme à directoire et conseil de surveillance, SeaFrance était présidée par Pierre Fa depuis octobre 2008. Elle a été l'un des principaux opérateurs sur cette route, transportant passagers et fret.

## Historique

### Origines
SeaFrance a été créée en 1996, succédant aux services maritimes de la SNCF, qui avait auparavant opéré en partenariat avec Sealink. La fin de cet accord en 1995 a conduit la SNCF à établir sa propre entité pour exploiter les liaisons transmanche. Les premiers navires de la flotte étaient d'anciens ferries de Sealink, rénovés pour offrir une ambiance française distinctive à bord.

### Développement
Au fil des années, SeaFrance a modernisé sa flotte avec l'acquisition de navires plus récents et plus performants, tels que le SeaFrance Rodin (2001) et le SeaFrance Berlioz (2005). La compagnie a connu une croissance significative, devenant le deuxième opérateur sur la route Calais-Douvres, derrière P&O Ferries. En 2008, elle a transporté environ 3,8 millions de passagers, 713 000 voitures, 24 000 autocars, 711 000 camions et réalisé un chiffre d'affaires de 222 millions d'euros.
La compagnie employait 900 personnes, dont 650 navigants français. Ce fût le premier employeur privé de la ville de Calais. Sa filiale SeaFrance Limited comptait 200 salariés en Angleterre.

### Difficultés financières et liquidation
En 2011, la société est placée en redressement judiciaire. Le 16 novembre 2011, le tribunal de commerce de Paris prononce la liquidation judiciaire de la compagnie, tout en maintenant son activité jusqu'au 28 janvier 2012. À partir du 15 novembre 2011, les bateaux restent à quai.
Le syndicat CFDT maritime Nord, décide de créer une société coopérative et participative (SCOP) avec le soutien de certains salariés, pour reprendre l'exploitation de l'entreprise à la suite de la liquidation judiciaire. Le 3 janvier, le CE de SeaFrance souhaite que la SNCF mette en place une indemnisation supra-légale exceptionnelle en faveur des salariés licenciés afin de leur permettre d’apporter ces fonds à la SCOP.
Le 9 janvier 2012, le tribunal de commerce de Paris prononce la mise en liquidation judiciaire avec cessation d’activité de SeaFrance.
Le 11 juin 2012, le tribunal de commerce de Paris accorde au groupe Eurotunnel la vente des 3 bateaux de l’ancienne compagnie maritime pour un montant de 65 millions d’euros, le passif de l’ex-compagnie maritime s’élevant à 400 millions d’euros, dont 250 millions pour la SNCF. Eurotunnel est alors propriétaire des anciens actifs de SeaFrance, et la SCOP seulement exploitante de ces actifs (affrètement des navires). Une filiale d'Eurotunnel commercialise l'offre de transport pour la SCOP.
Cette somme permet à certains ex-salariés de constituer la SCOP, et ainsi rétablir la liaison commerciale entre Calais et Douvres, sous pavillon français. La SCOP emploiera un peu plus de 400 personnes, et parmi les 500 autres ex-employés, 30 ont été reclassés à la SNCF, et environ 300 ont été embauchés par le consortium Franco-Danois DFDS/Louis Dreyfus, leader européen du ferry.
En septembre 2011, Arnaud Montebourg a publiquement injurié les anciens membres de la direction de SeaFrance. Il sera condamné le 23 mai 2012 et exprimera ses regrets le lendemain.

### Tentative de reprise et MyFerryLink
À la suite de la liquidation, l'activité est reprise par Eurotunnel qui crée une filiale, MyFerryLink pour la commercialisation et confie l'exploitation à une nouvelle société appelée également SeaFrance, sous la forme d'une société coopérative et participative (SCOP). Cent vingt personnes sont embauchées sur un projet de 520 recrutements à l'ouverture. Cependant, en raison de décisions des autorités de la concurrence britanniques, MyFerryLink a cessé ses activités en juillet 2015 et Eurotunnel revend deux navires à DFDS.

## Information judiciaire
En 2010, à la suite d'un audit comptable, une information judiciaire est ouverte pour « abus de confiance, faux et usage de faux, vol en bande organisée ». La direction de SeaFrance devant l’ampleur des fraudes, dépose plainte contre X pour vol et abus de confiance. Selon la société Mazars, spécialisée dans l’audit et l’expertise comptable, le montant des fraudes s’élèverait (selon la presse) à 3 millions d’euros en 2008 comme en 2009.
Sont mises en cause dans les dérives de fonctionnement de SeaFrance, le rôle des syndicats et en particulier de la CFDT locale. La Cour des Comptes, dans un rapport de 2009, dénonce le poids « exorbitant » du syndicat dans la gestion des embauches, l’absentéisme et les privilèges hors normes du personnel. La gestion du Comité d’Entreprise (CE) par la CFDT est également critiquée. La brutalité des méthodes du syndicat ont pour conséquence la condamnation, le 10 février 2009, de trois responsables CFDT de SeaFrance par le Tribunal Correctionnel du Havre, à la suite de violences commises sur une policière.
Le 20 janvier 2012, la CFDT lance une procédure de radiation pour « non-respect des valeurs confédérales » du syndicat Maritime Nord (SeaFrance). La décision est argumentée par « l’accumulation de faits et événements qui portent gravement atteinte à la CFDT ».

## Flotte
La flotte de SeaFrance comprenait plusieurs navires, dont :
- SeaFrance Rodin : Construit en 2001 par Aker Finnyards, ce ferry pouvait transporter jusqu'à 1 900 passagers et 700 véhicules.
- SeaFrance Berlioz : Mis en service en 2005, il offrait des capacités similaires au Rodin.
- SeaFrance Molière : Anciennement Superfast X, ce navire a été intégré à la flotte en 2008.
- SeaFrance Nord Pas-de-Calais : Principalement utilisé pour le transport de fret.
- SeaFrance Cézanne : Construit en 1983 par les Chantiers Dubigeon, ce ferry pouvait transporter jusqu'à 1 800 passagers et 330 véhicules.
- SeaFrance Renoir, SeaFrance Monet, SeaFrance Manet : Ces navires ont également fait partie de la flotte au fil des années et son aujourd'hui détruits.

La flotte SeaFrance
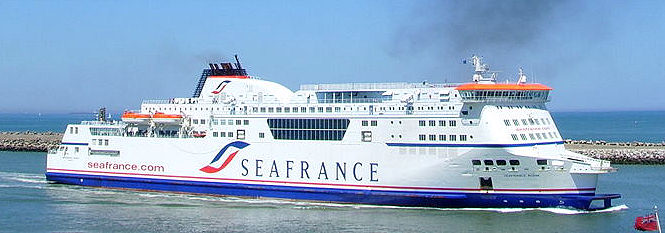
Le SeaFrance Rodin.
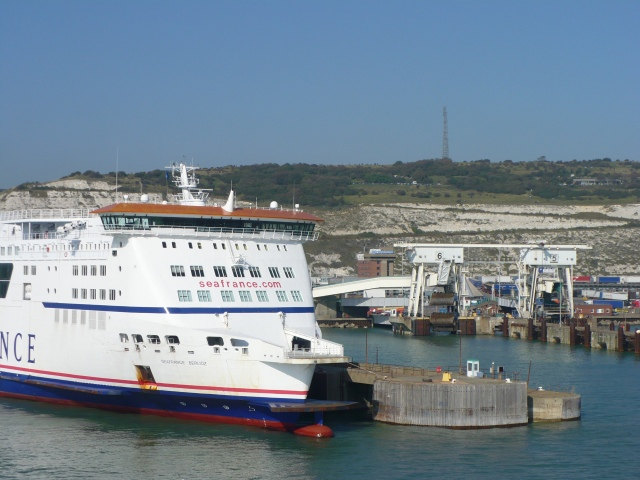
Le SeaFrance Berlioz à Douvres.
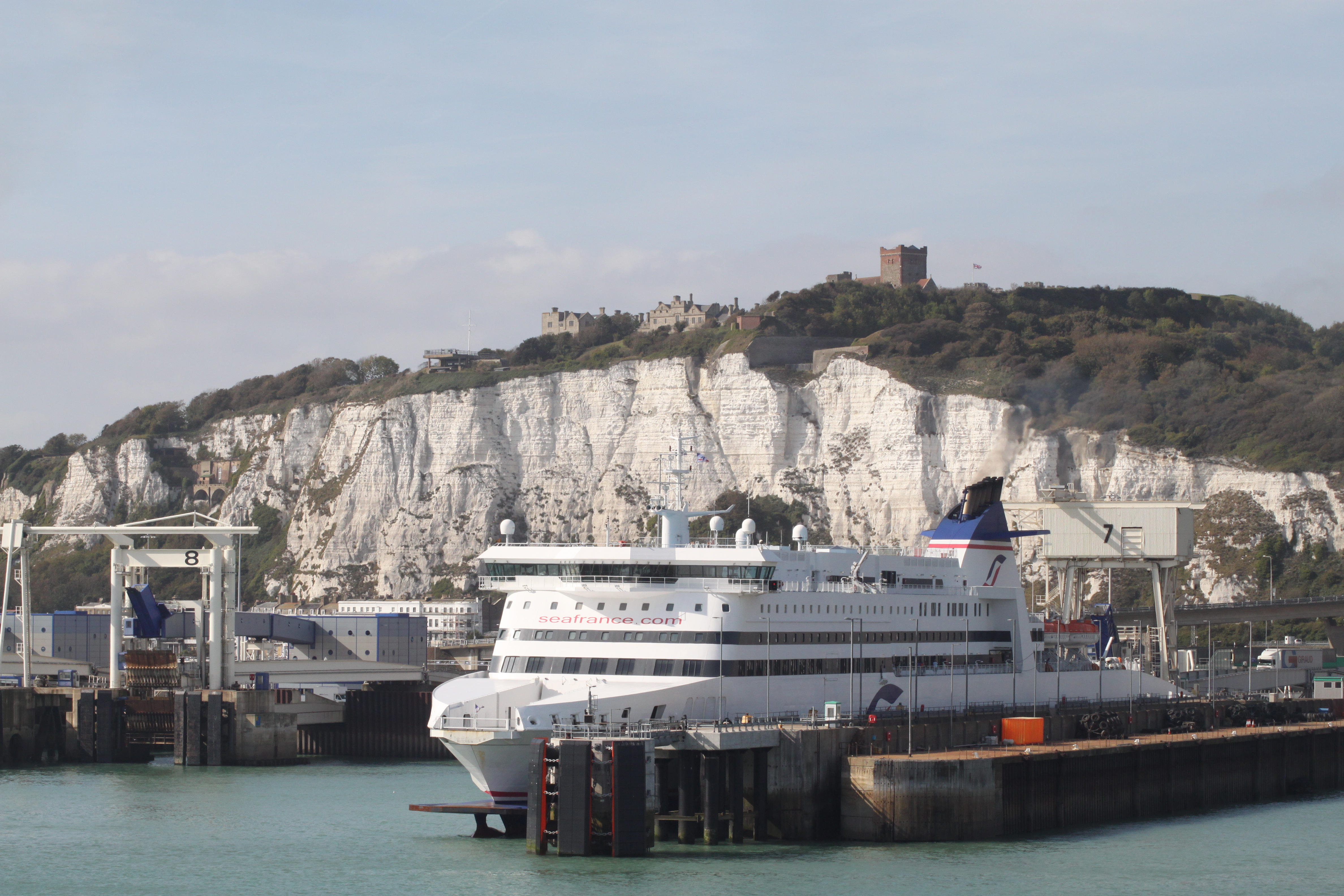
Le SeaFrance Molière à Douvres.
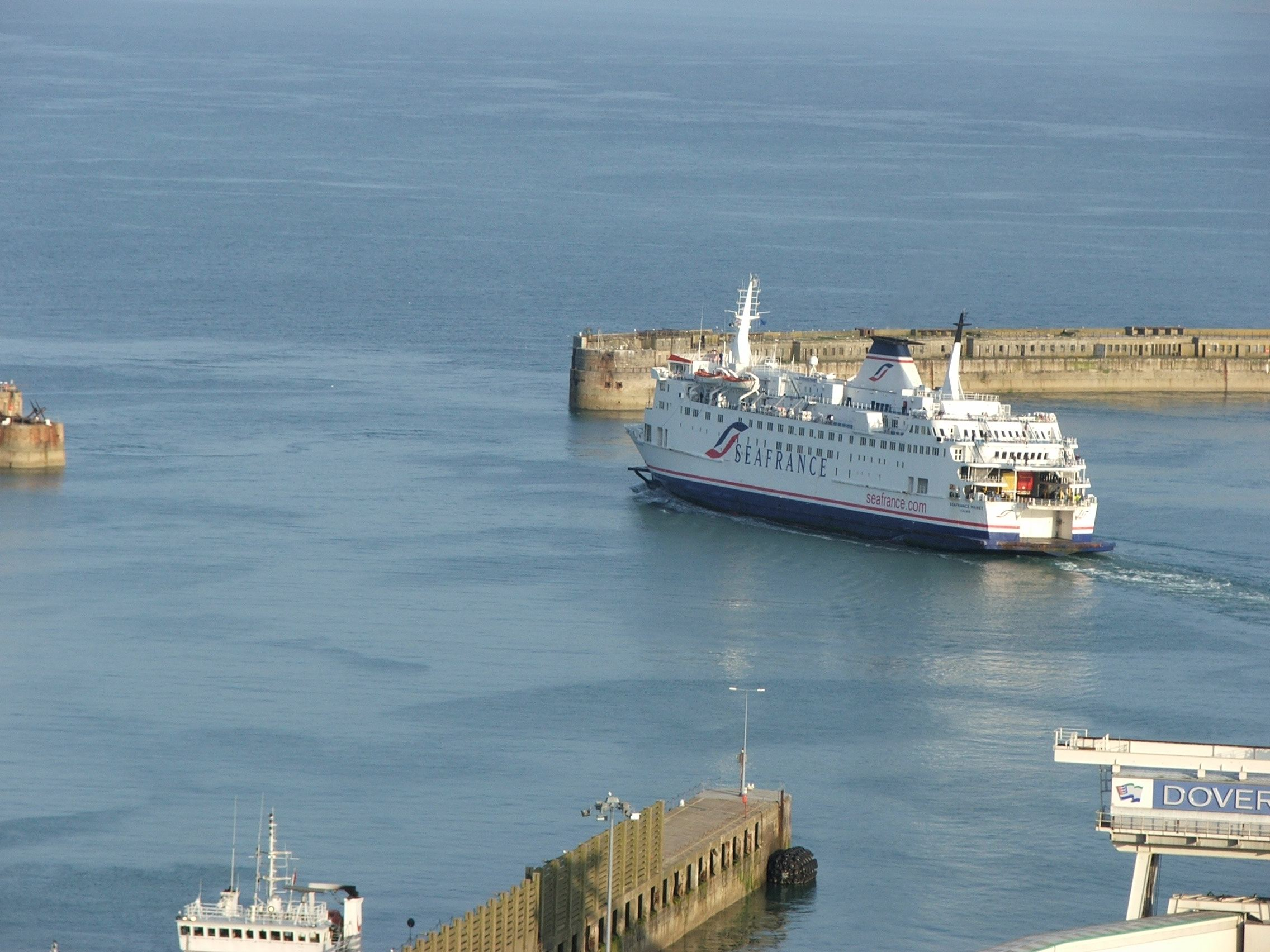
Le SeaFrance Manet en sortie du port de Douvres.

## Héritage
Après la cessation des activités de SeaFrance, plusieurs de ses navires ont été repris par d'autres compagnies :
- Le SeaFrance Rodin est devenu le Côte des Dunes sous DFDS Seaways.
- Le SeaFrance Berlioz a été renommé Côte des Flandres et opère également pour DFDS Seaways.
- Le SeaFrance Molière a été intégré à la flotte de Corsica Linea sous le nom de A Nepita.
- Le SeaFrance Cézanne a été intégré à la flotte de Stena Line puis de Baleària sous le nom de Poeta Lòpez Anglada.

SeaFrance reste une entreprise emblématique de l'histoire maritime française, symbolisant à la fois l'ambition de la SNCF de diversifier ses activités et les défis du secteur du transport maritime face à la concurrence et aux évolutions économiques.